# エネミー・ライン2 -北朝鮮への潜入-
『エネミー・ライン2 -北朝鮮への潜入-』（Behind Enemy Lines II: Axis of Evil）は、2006年のアメリカ映画。ジェームス・ダッドソン監督作品。

## あらすじ
米国と北朝鮮、第二次世界大戦後から続く一触即発の緊迫した対立関係の中で、北朝鮮が秘密基地内に核ミサイルを保有しているという情報が米ホワイトハウスに届いた。その脅威を防ぐべく、基地の破壊作戦に任命されたのは、米海軍のジェームス大尉率いる選ばれし戦士たちだった。ところがミッション開始直後、不意に作戦中止の連絡が入り、4人の兵士を敵地に残したまま海軍は撤退を余儀なくされる。

## キャスト
| 役名                        | 俳優                 | 日本語吹き替え |
| --------------------------- | -------------------- | --- |
| ロバート・ジェームズ大尉    | ニコラス・ゴンザレス | 鉄野正豊 |
| ニール・キャラハン特務曹長  | マット・ブッシェル   | |
| スコット・ボイタノ中佐      | キース・デイヴィッド | 楠大典 |
| ティム・マッケイ司令官      | ベン・クロス         | |
| ノーマン・T・ヴァンス将軍   | ブルース・マッギル   | 長克巳 |
| アデア・T・マニング大統領   | ピーター・コヨーテ   | 小川真司 |
| ヘンリー・D・ウィーラー提督 | グレン・モーシャワー | 大林隆介 |
| その他                      | N/A                  | 林佳代子、秋元羊介 入江崇史、木下浩之 世古陽丸、横島亘 大家仁志、伊藤健太郎 浜野基彦、白熊寛嗣 奥田啓人、水落幸子 朝倉栄介 |
| 日本語版制作スタッフ        |                      | |
| 演出                        | 演出                 | 中野洋志 |
| 字幕翻訳                    | 字幕翻訳             | 田中武人 |
| 吹替翻訳                    | 吹替翻訳             | 徳植雅子 |
| 制作                        | 制作                 | ACクリエイト |